# Miguel Ángel Zamora Antón
Miguel Ángel Zamora (Madrid, 5 de noviembre de 1946-     ) es una de las figuras más relevantes del sindicalismo aragonés y fundador de Comisiones Obreras (CCOO) de Aragón. Fue uno de los encausados y condenados en el conocido como Proceso 1001.

## Biografía
Hijo de una familia obrera pronto comienza a relacionarse con la izquierda española en esa época en la clandestinidad. En 1966 se traslada a Zaragoza, ciudad en la que fijó su residencia.

### Actividad sindical
En 1969 entra en contacto con Comisiones Obreras desarrollando desde entonces una importante actividad sindical que, en ocasiones, tuvo que llevar a cabo desde la clandestinidad. Durante la reunión de la Coordinadora General de CCOO en Pozuelo de Alarcón (Madrid),  el 24 de junio de 1972, Zamora es detenido junto a otros miembros del sindicato, entonces ilegal. Fue juzgado en el conocido como  Proceso 1001 y condenado por el Tribunal de Orden Público a doce años de prisión, si bien luego la condena le fue rebajada a dos años y medio.
En 1975 entra a formar parte de la Coordinadora General y su Permanente hasta la Asamblea General de Barcelona. También perteneció al Consejo Confederal de CCOO.
En marzo de 1977 se celebra el primer Congreso de CCOO de Zaragoza siendo elegido responsable de la organización. Ha sido desde entonces una figura relevante en la Unión Sindical de CCOO de Aragón, como Secretario de Organización, de Finanzas, de Información, de Formación sindical…

## Obra
- Ibáñez, Fidel  y Zamora, Miguel Ángel. (1987).  CC.OO.: Diez años de lucha (1976 – 1986). Zaragoza: C.S. de CC.OO. de Aragón.
- Pérez Bernad, José Miguel y Zamora, Miguel Ángel . (2011). Comisiones Obreras: Artífices del moderno movimiento sindical aragonés. Zaragoza: Fundación Sindicalismo y Cultura de CC.OO.-Aragón.

Tiene preparado otro trabajo, en colaboración con José Miguel Pérez Bernad, que lleva por título CCOO ariete por la democracia: Crónica de cuarenta años: De la derrota a la Constitución.

## Archivo personal
A lo largo de su actividad como dirigente de CCOO, Miguel Ángel Zamora reunió una importante colección de libros, revistas, dosieres documentales, etc. que en 2014 donó al Archivo de Historia del Trabajo de la Fundación 1º de Mayo de Comisiones Obreras. Son un total de 10 cajas con documentos fechados entre 1938 y 2001, entre los que cabe destacar la Documentación sobre el Proceso 1001 y sus protagonistas.